# Wilhelm von Wylre (Politiker, vor 1470)
Wilhelm von Wylre (* vor 1470 in Aachen; † 1508 ebenda) war ein deutscher Schöffe und Bürgermeister der Reichsstadt Aachen.

## Leben und Wirken
Bei Wilhelm von Wylre ist die elterliche Zuordnung laut Macco nicht eindeutig und er war entweder der Sohn von Wilhelm oder von Johann von Wylre, beides Söhne des vormaligen Bürgermeisters Gerhard von Wylre. In den 1470er-Jahren wurde er Mitglied in der Sternzunft, dem Zusammenschluss der Aachener Schöffen, und am 15. September 1471 als deren Greve bezeichnet. Spätestens 1476 wurde er in den Schöffenstuhl gewählt und als deren Vertreter in den Jahren 1498/99 (mit Johann Pastor als Bürger-Bürgermeister aus den Reihen der Zünfte), 1501/02 (mit Peter Wolff) und 1506/07 (mit Adam Munten) zum Schöffenbürgermeister der Stadt Aachen. Darüber hinaus gehörte er als weltlicher Schöffe dem Sendgericht an.
Wilhelm von Wylre war in erster Ehe verheiratet mit Agnes Joris, der Witwe des Daem von Soerse. Im Jahr 1487 vermählte er sich mit Eva Holtzappel, die ihm mindestens vier Kinder gebar. Die Söhne Simon (1491–1568), Wolter (1495–1529) und nach dessen Tod Diederich von Wylre (1498–1564) folgten ihm auf dem Schöffenstuhl, wobei Wolter der nächste Bürgermeister der Familie wurde. Wilhelm von Wylre gehörten mehrere Häuser in der Innenstadt und er war einer von mehreren Lehnsmännern des kurkölnischen Lehnshofes zu Valkenburg aan de Geul. Darüber hinaus erwarb er im Jahr 1497 eine Erbpacht auf das Gut Reinartzkehl am Fuße des Vaalserberges, das sein Sohn Wolter nach dem Tod des Vaters als Lehen übernahm. Wilhelms Sohn Simon wurde 1552 mit dem Kasteel Terworm bei Heerlen belehnt, das bis 1738 im Besitz der Familie verblieb.